# Полищук, Афанасий Дмитриевич
Полищук Афанасий Дмитриевич (1911, неизвестно — неизвестно, неизвестно) — советский горный инженер, руководитель в горнорудной промышленности. Лауреат Сталинской премии (1948).

## Биография
Родился в 1911 году.
Получил высшее образование. В горнорудной промышленности Кривбасса с начала 1930-х годов, ударник первых пятилеток, стахановец.
В 1945—1951 годах — главный инженер рудоуправления имени Ф. Э. Дзержинского (Кривой Рог). Один из руководителей послевоенного восстановления шахт Кривбасса.
Впоследствии работал в Госплане СССР.

## Награды
- Сталинская премия 3-й степени (1948) — за разработку и внедрение высокопроизводительной системы этажно-принудительного обрушения в условиях Криворожского железорудного бассейна.